# Belgisch-polnische Beziehungen
Belgisch-polnische Beziehungen sind die außenpolitischen Beziehungen zwischen Belgien und Polen.
Bereits im Mittelalter bestand ein reger Handelsaustausch zwischen Polen und den Niederlanden, zu denen damals auch Belgien gehörte (siehe Niederländisch-polnische Beziehungen). Danzig und Elbing standen auch in regem Handelsaustausch mit Antwerpen und Flandern. Die polnischen Humanisten Johannes Dantiscus und Johannes a Lasco waren in Flandern tätig. Polen-Litauen wurde im 18. Jahrhundert aufgeteilt. Die Revolution von 1830 in Belgien veranlasste den Zaren, polnische Truppen zur Niederschlagung des Aufstandes zu entsenden. Der Widerstand gegen eine Intervention in Belgien führte in Kongresspolen zum Novemberaufstand, der wiederum ein Eingreifen Russlands in den Konflikt in Belgien verhinderte. Nach der Niederschlagung des Aufstands in Kongresspolen flüchteten viele Polen nach Belgien, unter anderem Jan Zygmunt Skrzynecki, Ignacy Marceli Kruszewski und Joachim Lelewel. 
Nachdem Polen 1918 seine Unabhängigkeit wieder erlangt hatte, nahmen beide Staaten 1919 diplomatische Beziehungen auf. Am Ende des Zweiten Weltkriegs war die Polnische Erste Panzerdivision an der Befreiung Belgiens von der deutschen Besatzung beteiligt. Nachdem Polen 2004 der Europäischen Union beitrat, emigrierten Tausende Polen nach Belgien.
Zur polnischen Minderheit in Belgien bekennen sich fast 100.000 Personen über den gesamten Staat verteilt, zur belgischen Minderheit in Polen einige Tausend.
Die polnische Botschaft befindet sich in Brüssel, die Belgiens in Warschau.